# Terra de Zichy

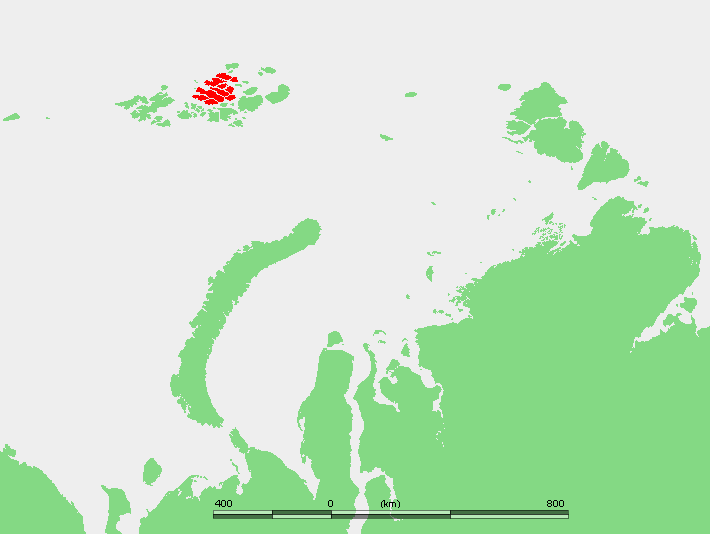
Localização do grupo de ilhas Terra de Zichy, subgrupo da Terra de Francisco José.

A Terra de Zichy, no centro da Terra de Francisco José, a sul da ilha Rudolfo.

A Terra de Zichy (em russo:  Земля Зичи; Zemlya Zichy) é um sub-arquipélago do arquipélago russo da Terra de Francisco José, no oceano Ártico. 

## Geografia
O grupo da Terra de Zichy é formado pelo grupo central de grandes ilhas no centro do arquipélago da Terra de Francisco José. As ilhas estão separadas entre si por estreitos de águas pouco profundas, que se encontram congelados na maior parte do ano, formando um conjunto compacto. 
O amplo canal a oeste da Terra de Zichy é conhecido como canal Markham (Пролив маркама; Proliv Markama), em homenagem ao explorador polar britânico Almirante Sir Albert Markham Hastings. 
As ilhas que formam o arquipélago são, de norte para sul, as seguintes:
- ilha Karl-Alexander;
- ilha Rainer;
- ilha Jackson;
- ilha Payer;
- ilha Greely e ilhas adjacentes;
- ilha Ziegler;
- ilha Salisbury;
- ilha Wiener Neustadt;
- ilha Luigi;
- ilha Champ.

O ponto mais setentrional da Terra de Zichy é o cabo Bema (Mys Bema), na ilha Karl-Alexander, e o seu ponto mais meridional é o cabo Fiume (Mys Fiume) na ilha Champ. A distância entre ambos é de 114 km. O cabo Armitidzh (Mys Armitidzh) na ilha Luigi é o ponto mais ocidental do subgrupo.

## História
Este grupo de ilhas tem o nome do conde húngaro Zichy (Ödon) (1811-1894) que foi, juntamente com Johann Nepomuk, conde Wilczek, o segundo maior patrocinador da Expedição Austro-Húngara ao Polo Norte. O arquipélago da Terra de Francisco José foi descoberto por esta expedição durante a sua viagem científica por terras árticas em 1872-74.